# Eugenio Baturone
Eugenio Baturone Ribas (Málaga, 23 de febrero de 1941) es un deportista español que compitió en bobsleigh en las modalidades doble y cuádruple, y en automovilismo.
Ganó una medalla de plata en el Campeonato Europeo de Bobsleigh de 1970, en la prueba cuádruple (junto con José Cano, José Manuel Pérez y Guillermo Rosal). Participó en los Juegos Olímpicos de Grenoble 1968, ocupando el 17.º lugar en la prueba doble y el 18.º en la cuádruple.
En automovilvismo fue uno de los pilotos de montaña más importantes a nivel nacional en la década de 1970. Fue campeón de España de montaña en 1974 y 1976, y subcampeón en 1975 y 1977, pilotando un Brabham BT40 de Fórmula 2, encuadrado dentro de la prestigiosa escudería Montjuich.

## Palmarés internacional
| Campeonato Europeo | Campeonato Europeo         | Campeonato Europeo | Campeonato Europeo |
| Año                | Lugar                      | Medalla            | Prueba             |
| ------------------ | -------------------------- | ------------------ | ------------------ |
| 1970               | Cortina d'Ampezzo (Italia) | Medalla de plata   | Cuádruple          |